# Maszyna Tadeusz Kantor
MASZYNA TADEUSZ KANTOR. Wystawianie, performowanie, montowanie, malowanie i inne sposoby produkcji – prezentowana w São Paulo między 18 sierpnia 2015 a 14 listopada 2015 roku wystawa poświęcona twórczości Tadeusza Kantora, zorganizowana dzięki współpracy Muzeum Sztuki w Łodzi, Culture.pl (Instytutu Adama Mickiewicza) oraz SESC Serviço Social do Comércio.
Ekspozycja w SESC Consolaçao, jednym z najważniejszych brazylijskich centrów kulturalnych, edukacyjnych i społecznych, została zorganizowana przy okazji setnej rocznicy urodzin artysty. Powstała z inicjatywy Sebastião Milarégo i została zrealizowana według koncepcji Jarosława Suchana i Ricarda Muniza Fernandesa. Była największą prezentacją dorobku tego twórcy poza granicami Polski i pierwszą taką retrospektywą w Ameryce Południowej. Ukazywała interdyscyplinarny charakter dzieła Kantora i koncentrowała się na jego praktyce artystycznej i ideach, które mu przyświecały. 
Wystawę otwierała Maszyna aneantyzacyjna, piramidalna konstrukcja zbudowana z dziesiątek składających się i rozkładających krzeseł; „maszyna ta, pieczołowicie zaprojektowana, wymyślana raz po raz na nowo, starannie modyfikowana lub naprawiana, pracowała bez ustanku przez ponad cztery dekady, dając plon w postaci jednego z najbardziej barwnych, różnorodnych i wewnętrznie sprzecznych dorobków twórczych w polskiej sztuce powojennej”. Pracy tej na parterze budynku towarzyszyła instalacja The Short Twentieth Century Marcii de Barros, która ukazywała twórczość Kantora na tle determinujących życie artysty ekstremów XX wieku. 
Główna część ekspozycji znajdowała się na jednym z pięter centrum w hali sąsiadującej z salami, w których odbywały się próby teatralne, warsztaty taneczne, zajęcia sportowe. W specjalnie przygotowanej przestrzeni zaprezentowano oryginały i repliki rekwizytów scenicznych, dzieła malarskie, rysunki, asamblaże, a także bogatą dokumentację fotograficzną i filmową happeningów, akcji i spektakli Teatru Cricot 2. 
W sali głównej zaprezentowano oryginalne i zrekonstruowane obiekty sceniczne, mające pierwszorzędne znaczenie dla całej twórczości Kantora, m.in.: szatnię z Nadobniś i koczkodanów (1973) oraz rekonstrukcje postaci elfów i Goplany z wystawionej w 1943 roku Balladyny. Aranżacja odwoływała się do otwartej w 1963 roku w krakowskiej Galerii Krzysztofory Wystawy Popularnej, którą sam artysta określał też mianem Anty-Wystawy. 
Integralną częścią ekspozycji były interwencje performatywne w wykonaniu m.in. grupy Almanaquy Antropofágico. Performerzy wchodzili w interakcję z dziełami, maszynami i przedmiotami tworzącymi wystawę, próbując wypełnić przestrzeń pomiędzy materią a przekazem ujawniającym się w dziełach Kantora przede wszystkim w dialogu, reakcji na proces, który ta twórczość uruchamia. Maszyna Kantor z założenia miała znajdować się w ciągłym ruchu, tworzonym przez widzów i zaproszonych artystów. Odkrywając kolejne oblicza artysty, publiczność sama miała czytać jego dzieło i tworzyć własne interpretacje, a przemieszczając się po wystawie, stawać się jej częścią; „to trochę jak wyprawa w nieznane, nigdy nie wiadomo, co czeka za najbliższym rogiem: olejny obraz, filmowy zapis spektaklu, przejmujące manekiny ze scenografii jego sztuk czy dokumentacja happeningu” (Piotr Sarzyński).
Prezentacji Maszyny Kantor towarzyszyło wiele wydarzeń, m.in. performatywne oprowadzanie po ekspozycji przez Michała Kobiałkę, profesora w Departamencie Sztuki Teatru i Tańca Uniwersytetu Minnesoty, oraz Ludmiłę Rybę, tłumaczkę i aktorkę Teatru Cricot 2, a także cykl trzech wykładów autorstwa Michała Kobiałki. Pierwszy z nich, Objetos e Máquinas de Tadeusz Kantor (Przedmioty i maszyny Tadeusza Kantora) skupiał się na rozumieniu pojęć przestrzeni i przedmiotu przez Kantora w świetle jego tekstów teoretycznych oraz prac i przedstawiał myśl artysty w świetle jego twórczych eksperymentów, takich jak teatr autonomiczny, teatr informel, teatr zero, teatr happeningowy, teatr niemożliwy czy teatr śmierci. Podczas kolejnego wykładu pt. Sobre Memória e História: O Teatro da Minima Moralia de Tadeusz Kantor (O pamięci i historii: Teatr Minima Morali Tadeusza Kantora) Kobiałka próbował natomiast prześledzić zmiany, jakie zaszły w refleksji Kantora na temat pamięci, technik mnemonicznych i historii, co znalazło swoje odzwierciedlenie w takich sztukach, jak Umarła Klasa (1975), Wielopole, Wielopole (1980), Niech sczezną artyści (1985) i Nigdy tu już nie powrócę (1988). Aby zobrazować idee prezentowane w dyskursie teoretycznym, w trzecim wykładzie Kobiałki pt. O Teatro de Tadeusz Kantor: Notas sobre o Estilo Tardio (Teatr Tadeusza Kantora: noty o stylu późnym) wzięli również udział członkowie grupy Almanaquy Antropofágico, która przygotowała specjalny performans. 
Przy okazji wystawy w Sesc Consolação powstał bogato ilustrowany katalog prezentujący nie tylko aranżację wystawy oraz poszczególne dzieła malarskie, rysunki, obiekty i instalacje Kantora, ale także archiwalne materiały dokumentujące jego performanse i życie. Publikacja stanowi też zbiór napisanych przez znawców teatru i twórczości Kantora esejów poświęconych wielowymiarowej twórczości artysty i roli, jaką odegrał on w świecie sztuki.
Ekspozycję Maszyna Kantor odwiedziło ponad 90 tysięcy zwiedzających. Informowały o niej szeroko media światowe (m.in. recenzja w „ArtForum”), brazylijskie („Estadão”, „Folha de S.Paulo”, „Destak Journal”, czy „Instituto Pinheiro”) i polskie (magazyn „Szum”, „Polityka”, „Gazeta Wyborcza”, „Polska The Times”), a stałą relację z wydarzeń w Sesc Consolação prowadził portal CULTURE.PL. Wystawa otrzymała Troféu APCA, nagrodę Stowarzyszenia Krytyków Sztuki w São Paulo w kategorii teatralnego wydarzenia roku, była też nominowana do nagrody Shella.